# Jean-Jacques Cochard
Pour les articles homonymes, voir Cochard.
Jean-Jacques Cochard, né le 22 mai 1968 à Hyères, est un handballeur français évoluant au poste d'ailier ou d'arrière droit.
Il compte 8 sélections en équipe de France de 1991 à 1994. Avec l'équipe de France espoirs, il a également terminé à la 6e place du Championnat du monde espoirs 1989.
Il joue au Vitrolles SMUC devenu l'OM Vitrolles en 1991, avec lequel il remporte la Coupe d'Europe des vainqueurs de coupe 1992-1993 et termine finaliste de la Coupe d'Europe des vainqueurs de coupe 1993-1994. Il est également champion de France 1993-1994, remporte la Coupe de France 1992-1993. Il est vice-champion de France 1991-1992 et finaliste de la Coupe de France 1991-1992.
Il est transféré à l'US Créteil lors de l'intersaison 1994. En 1996, il rejoint l'Istres Sports.
Il évolue ensuite à l'Aix UC, disputant notamment le Championnat de France de deuxième division 2003-2004,.
Son fils Hugo Cochard est aussi handballeur.

## Palmarès
Compétitions internationales
- Vainqueur de la Coupe d'Europe des vainqueurs de Coupe (1) : 1993.
  - Finaliste : 1994.

Compétitions nationales
- Vainqueur du Championnat de France (1) : 1994
  - Vice-champion : 1992, 1993
- Vainqueur de la Coupe de France (1) : 1993
  - Finaliste : 1992